# Nogi Maresuke
Nogi Maresuke, född 25 september 1849 i Edo (Tokyo), död 13 september 1912 i samma stad (självmord), var en japansk greve och militär. 

## Biografi
Nogi inledde sin militära karriär vid 22 års ålder år 1871, då han tog värvning som major vid 14. infanteriregementet. Han deltog med utmärkelse på kejserlig sida i boshinkriget och befordrades 1875 till överste. 1885 blev Nogi brigadchef. Under första kinesisk-japanska kriget (1894-95) förde han med generallöjtnants grad befäl över 2. infanteridivisionen, och tjänstgjorde efter krigsslutet som militärguvernör över den nyerövrade ön Formosa (Taiwan).
Vid utbrottet av rysk-japanska kriget 1904 hade Nogi gått i pension, men återkallades i tjänst. Han gavs befäl över den japanska 3. armén, vilken han ledde framgångsrikt under belägringen av den ryska flottbasen Port Arthur från april 1904 till januari 1905. Som belöning för sina insatser upphöjdes Nogi 1907 till greve av kejsare Meiji, men begick självmord genom jūmonji giri (en smärtsammare form av harakiri) i samband med dennes död år 1912. 

### Webbkällor
- Cunningham, John M.. ”Nogi Maresuke” (på engelska). Encyclopedia Britannica. https://www.britannica.com/biography/Nogi-Maresuke. Läst 28 januari 2022.